# 知花朝信

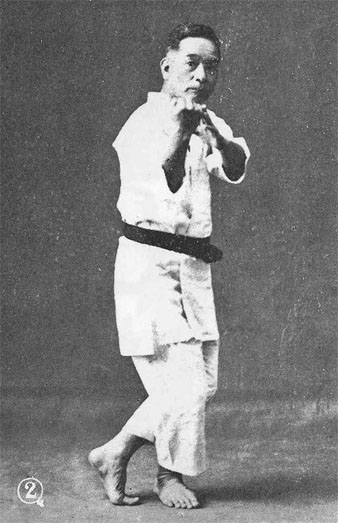
得意のパッサイを演武する知花朝信

知花 朝信（ちばな ちょうしん、1885年6月5日 - 1969年2月26日）は戦前から戦後にかけての沖縄の著名な空手家。小林流の開祖である。

## 経歴

### 生い立ち
知花朝信は、明治18年（1885年）、首里鳥堀村（現・那覇市首里鳥堀町）に生まれた。叔父で知花本家当主の知花朝章（1847年 - 1927年）は、初代首里区長をつとめた政治家であり、また松村宗棍門下としても知られる唐手家であった。知花家は、尚質王の第五王子、東風平王子朝春を元祖とする王族の勝連御殿（かつれんうどぅん）から分かれた首里士族であり、琉球王国時代には知花殿内（どぅんち）と呼ばれた名家であった。朝信はその分家の子として生まれた。同じ尚質王の子孫である本部御殿の本部朝勇、本部朝基とは遠戚にあたる。

### 武歴
知花は1899年（明治32年）8月、15歳（数え年）の時、首里手の大家・糸洲安恒に唐手（現・空手）を師事するようになった。知花によれば、当初、なかなか入門を許してもらえず、三度目にしてようやく入門を許可されたという。これは、少年であった知花のやる気を試す糸洲の深慮であった。糸洲の下で、知花は28歳までの13年間、唐手を修行した。
知花はその後3、4年間、独自に修行を行い、1918年（大正7年）、34歳の時に島堀町に道場を開設、翌年には那覇区久茂地町に道場を移設した。また、1926年（大正15年）、「沖縄唐手研究倶楽部」に、本部朝勇、花城長茂、摩文仁賢和らとともに参加した。沖縄唐手研究倶楽部は、唐手の共同研究を目的として設立されたもので、当時の沖縄の唐手の諸大家が多数参加していた。1933年（昭和8年）、知花は自身の空手を小林流と命名した。1939年(昭和14年）6月、大日本武徳会沖縄支部武徳殿開殿式において大日本武徳会長、林銑十郎（はやし　せんじゅうろう）陸軍大将以下関係者を招いて行われた記念演武会で「チントウ」の型を演武。
戦後、知花は首里に戻ると早速首里儀保町にて、空手の指導を再開した。1948年（昭和23年）、沖縄小林流空手道協会を結成し、初代会長に就任した。1954年（昭和29年）から1958年（昭和33年）までの4年間は、首里警察署の空手師範もつとめた。

### 晩年
昭和31年（1956年）、沖縄空手道連盟が結成されると初代会長に就任した。昭和39年（1964年）、糸洲安恒死去50周年を記念して、知花が中心となり糸洲家墓所に顕彰碑を建立、 昭和43年（1968年）には、勲四等瑞宝章を受章した。昭和44年（1969年）、83歳で死去した。パッサイの型を得意とした。知花朝信の弟子には、宮平勝哉、仲里周五郎、比嘉佑直、名嘉真朝増、島袋勝之、池原某、村上勝美、米沢次男などがいる。

## 関連記事
- 空手道
- 空手家一覧